# Bogserbåten Baxi
Bogserbåten Baxi är en svensk bogserbåt, som ursprungligen byggdes av Motala Verkstad 1882 för Göteborgs Bogserings AB som bogserbåten Ivar. Under perioden 1916–1958 seglade hon på Hjälmaren som timmerbogserare för Skogstorps Sågverk under namnet Skogstorp.
Göteborgs Bogserbolag, då Röda Bolaget, sålde Ivar 1906. Hon såldes 1916 vidare av Sixten Groths varv i Sjötorp till Skogstorps Sågverks AB och omdöptes till Skogstorp. Efter brand och renovering 1958, såldes Skogstorp 1959 till en privatperson i Södertälje. Denne bytte ut ångmaskinen mot en dieselmotor, varefter han sålde henne till Svenska Muddrings AB i Stockholm (från 1962 ingående i Skånska Cementgjuteriet). Hon omdöptes då till Baxi. Fartyget har senare ägts av Arne Avelins Bogserbåtar AB i Stockholm och två privatpersoner i Leksand. Hon har vid renovering återställts till 1950-talsutseende.

## Timmerbogseraren Skogstorp
Under tiden som timmerbogserare drog Skogstorp timmer över Hjälmaren fram till sjöns utlopp i Hyndevadsån. Därifrån rangerades timret av en mindre båt, mellan 1955 och 1958 den nu k-märkta varpbåten Sigvard.